# Tangente (matematica)

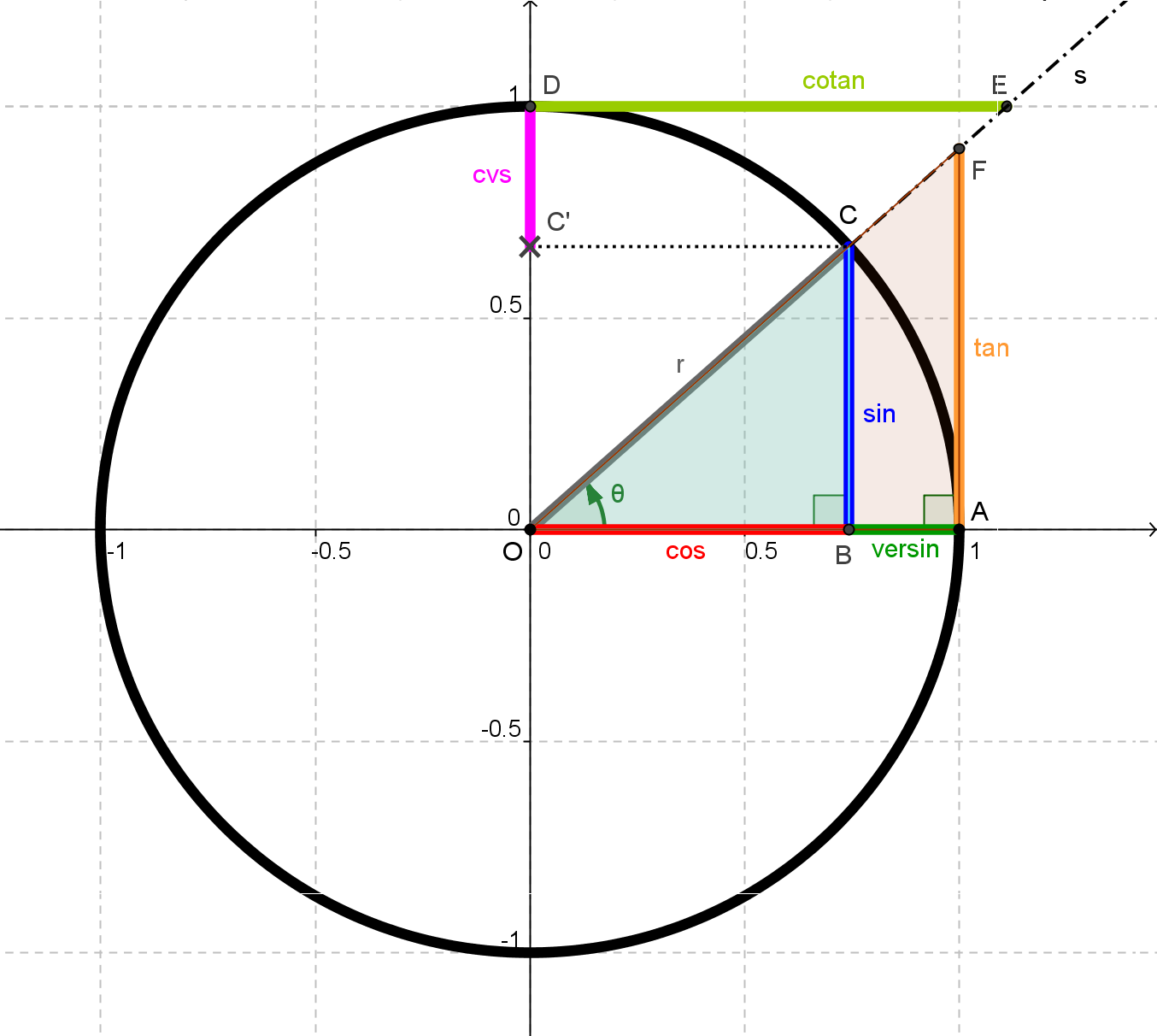
Figura 1. Dato un triangolo rettangolo, la tangente di un angolo è definita come il rapporto tra il seno e il coseno dello stesso angolo

In matematica, in particolare in trigonometria, la tangente è una funzione trigonometrica definita come la proiezione sull'asse {\displaystyle y} del punto di incontro tra il prolungamento del secondo lato dell'angolo orientato e la retta che tange la circonferenza goniometrica nel punto {\displaystyle (1,0)}; molto spesso è anche definita come il rapporto tra il seno e il coseno del medesimo angolo. Convenzionalmente tale funzione viene indicata come tan (più raramente tg).

## Proprietà

Figura 2. Funzioni trigonometriche sulla circonferenza goniometrica

Se osserviamo la figura 2 vediamo che i triangoli OAB e OCD sono simili, quindi:
{\displaystyle {\frac {AB}{OA}}={\frac {DC}{OC}};\quad \quad {\frac {\tan x}{1}}={\frac {DC}{OC}}}
espressione che giustifica graficamente la definizione trigonometrica della tangente.
{\displaystyle \tan x={\frac {\sin x}{\cos x}}.}
La tangente è una funzione periodica con periodo pari a {\displaystyle \pi } radianti cioè: 
{\displaystyle \tan x=\tan(x+k\pi ),\quad k\in \mathbb {Z} }.
La derivata prima della tangente è:
{\displaystyle {\frac {\mathrm {d} }{\mathrm {d} x}}\tan x={\frac {1}{\cos ^{2}x}}=1+\tan ^{2}x=\sec ^{2}x,}
mentre la sua funzione primitiva è:
{\displaystyle \int \tan {x}\,\mathrm {d} x=-\ln {\left|\cos {x}\right|+c}.}
Lo sviluppo di Taylor della funzione tangente arrestato al settimo ordine è:
{\displaystyle \tan x=x+{\frac {x^{3}}{3}}+{\frac {2x^{5}}{15}}+{\frac {17x^{7}}{315}}+o(x^{8}).}
La tangente è una funzione dispari, cioè: 
{\displaystyle \tan(-x)=-\tan x,}
e la sua funzione inversa prende il nome di arcotangente.
Il reciproco della tangente è detto cotangente:
{\displaystyle \cot x={\frac {1}{\tan x}}.}

Figura 3. La tangentoide

La tabella seguente elenca i principali valori notevoli assunti dalla funzione tangente:
| {\displaystyle \alpha } in radianti | 0  | {\displaystyle {\frac {\pi }{12}}} | {\displaystyle {\frac {\pi }{6}}}      | {\displaystyle {\frac {\pi }{4}}} | {\displaystyle {\frac {\pi }{3}}} | {\displaystyle {\frac {5\pi }{12}}} | {\displaystyle {\frac {\pi }{2}}} | {\displaystyle \pi } | {\displaystyle {\frac {3\pi }{2}}} | {\displaystyle 2\pi } |
| {\displaystyle \alpha } in gradi    | 0° | 15°                                | 30°                                    | 45°                               | 60°                               | 75°                                 | 90°                               | 180°                 | 270°                               | 360°                  |
| {\displaystyle \tan(\alpha )}       | 0  | {\displaystyle 2-{\sqrt {3}}}      | {\displaystyle {\frac {\sqrt {3}}{3}}} | 1                                 | {\displaystyle {\sqrt {3}}}       | {\displaystyle 2+{\sqrt {3}}}       | {\displaystyle \nexists }         | 0                    | {\displaystyle \nexists }          | 0                     |

La funzione {\displaystyle \tan \alpha } non esiste in angoli di valore {\displaystyle {\frac {\pi }{2}}+k\pi ,} con {\displaystyle k\in \mathbb {Z} ,} ed è continua nel suo dominio.

## Geometria analitica
Ricordando che il coefficiente angolare di una retta passante per due punti di coordinate {\displaystyle P=(x_{0},y_{0})} e {\displaystyle Q=(x_{1},y_{1})} è esattamente {\displaystyle {\frac {y_{1}-y_{0}}{x_{1}-x_{0}}}}
, si ha che tale rapporto equivale a quello tra il seno e il coseno dell'angolo compreso tra la retta e l'asse delle {\displaystyle x}; otteniamo così la relazione:
{\displaystyle \tan \alpha =m={\frac {\sin \alpha }{\cos \alpha }}={\frac {y}{x}}.}

## Analisi matematica
Ricordando che la derivata di una funzione {\displaystyle f} in un punto {\displaystyle x_{0}} è il valore del coefficiente angolare della retta tangente alla curva nel punto, è possibile affermare che tale derivata è uguale alla tangente trigonometrica dell'angolo che la retta tangente alla funzione forma con l'asse {\displaystyle x}:
{\displaystyle f'(x_{0})=m=\tan \alpha .}

## Seno e coseno
Per ottenere i valori del seno e del coseno di {\displaystyle \alpha } conoscendone la tangente possiamo fare un semplice ragionamento. Innanzitutto pensiamo {\displaystyle \tan \alpha } come il rapporto tra l'ordinata e l'ascissa di un punto {\displaystyle P} sulla circonferenza centrata nell'origine {\displaystyle O} degli assi (il raggio è ininfluente poiché il valore della tangente è univocamente determinato). Possiamo considerare queste ascissa e ordinata come i cateti del triangolo rettangolo che ha il raggio {\displaystyle OP} come ipotenusa. Da questo punto di vista il seno di {\displaystyle \alpha } è il rapporto tra l'ordinata di {\displaystyle P} e l'ipotenusa {\displaystyle OP}, mentre il coseno di {\displaystyle \alpha } è il rapporto tra l'ascissa di {\displaystyle P} e l'ipotenusa {\displaystyle OP}.
Applicando il teorema di Pitagora possiamo dire, dato
{\displaystyle \tan \alpha ={\frac {a}{b}},}
che:
{\displaystyle \sin \alpha ={\frac {a}{\sqrt {a^{2}+b^{2}}}},}
{\displaystyle \cos \alpha ={\frac {b}{\sqrt {a^{2}+b^{2}}}}.}

## Applicazioni
In un triangolo rettangolo la tangente di un angolo acuto è il rapporto tra il cateto opposto all'angolo acuto considerato e l'altro cateto.

## Origine del nome
Il nome deriva dal fatto che può esser definita come la lunghezza di un segmento della tangente (in senso geometrico) alla circonferenza goniometrica. Infatti, data una circonferenza goniometrica (di raggio unitario), la tangente di un angolo α è l'ordinata del punto di intersezione tra il secondo lato (o il suo prolungamento) dell'angolo in posizione normale (il vertice dell'angolo coincide con l'origine degl'assi cartesiani e il primo lato coincide con il semiasse positivo delle ascisse) e la retta tangente alla circonferenza nel punto di coordinate (1,0).